# Aeroportul Frankfurt-Hahn
Aeroportul Frankfurt-Hahn (IATA: HHN, ICAO: EDFH) (germană: Flughafen Frankfurt-Hahn) este un aeroport internațional, situat pe teritoriul comunei Hahn între orașele Simmern și Kirchberg din districtul rural Rhein-Hunsrück, în landul Renania-Palatinat. În ciuda numelui său, el este situat la aproximativ 125 km vest de Frankfurt pe Main.

## Geografie
Aeroportul Frankfurt-Hahn este situat la o altitudine de 503 m (1649 ft) m dNM pe un podiș al munților Hunsrück. Cele mai apropiate mari orașe sunt Trier, Koblenz și Mainz. Aeroportul este situat între autostrăzile federale B 50, B 327 și B 421.

## Traficul de pasageri
|  | Graficele sunt indisponibile din cauza unor probleme tehnice. Mai multe informații se găsesc la Phabricator și la wiki-ul MediaWiki. |

Vezi interogarea Wikidata.

## Companii și destinații
| Companii aeriene | Destinații |
| ---------------- | --- |
| Ryanair          | Alghero, Alicante, Bari, Bergamo, Bologna, Cagliari, Dublin, Féz, Fuerteventura, Girona, Gran Canaria, Kaunas, Kerry, Lamezia Terme, Lanzarote, Londra-Stansted, Málaga, Manchester, Marrakech, Montpellier, Moss, Palma de Mallorca, Pescara, Plovdiv, Pisa, Porto, Reus, Riga, Roma-Ciampino, Santiago de Compostela, Stockholm–Skavsta, Tallinn, Tampere, Tanger, Tenerife-South, Trapani, Treviso, Valencia, Varșovia-Modlin Sezonier: Chania, Corfu, Ibiza, Knock, Kos, Osijek, Paphos, Pula, Rhodos, Rijeka, Salonic, Santander, Timișoara, Volos, Zadar |
| SunExpress       | Izmir |
| Wizz Air         | Budapesta, Katowice, Sofia, Târgu Mureș, Timișoara |